# 格里特·佩爾斯
格里特·佩爾斯（荷蘭語：Gerrit Pels，1893年—1966年）是一名荷蘭天文學家，也是萊頓天文台科學人員的終身成員
在烏特勒支上完中學後，他於1919年被任命為萊頓天文台的計算員。大約從1924年開始，他開始研究木星的伽利略衛星、小行星、彗星，以及暗星（尤其是畢宿星團的成員）的正確運動。他計算出亨德里克·范根特發現的許多小行星的軌道特性。他的大部分作品都是與妻子海倫娜·克魯伊弗（Helena Kluyver）合作完成的。她與揚·歐特於1975年，也就是佩爾斯逝世9年後，在《天文與天體物理學報》期刊上發表了他們對畢宿星團的研究成果 （页面存档备份，存于）。
小行星1667是由范根特以他的名字命名的（M.P.C. 2740）。

## 外部連結
- NASA ADS list of publications by G. Pels